# Estació de Boulogne-Tintelleries
L'estació de Boulogne-Tintelleries és una estació ferroviària situada a la ciutat francesa de Boulogne-sur-Mer (al departament del Pas de Calais). No és l'estació principal d'aquesta ciutat; ho és l'estació de Boulogne-Ville.
És servida pels trens del TER Nord-Pas-de-Calais (de Boulogne-Ville a Lille-Flandres i de Calais-Ville a Amiens).
| Provinença     | Estació anterior | Línia                  | Estació següent  | Destinació                        |
| -------------- | ---------------- | ---------------------- | ---------------- | --------------------------------- |
| Boulogne-Ville | Boulogne-Ville   | TER Nord-Pas-de-Calais | Wimille-Wimereux | Lille-Flandres (via Calais-Ville) |
| Calais-Ville   | Wimille-Wimereux | TER Nord-Pas-de-Calais | Boulogne-Ville   | Amiens                            |